# Brightlands
Brightlands omvat een viertal campussen of wetenschapsparken in de vier grootste gemeenten in de Nederlandse provincie Limburg, waar onderwijs, wetenschappelijk onderzoek en innovatief ondernemerschap zijn samengebracht. De campussen in Maastricht, Sittard-Geleen, Heerlen en Venlo zijn een initiatief van de Provincie Limburg, enkele (hoger) onderwijsinstellingen en het regionale bedrijfsleven. Elke Brightlands-campus heeft zijn eigen specialisatie op het gebied van gezondheid, duurzaamheid, digitalisering of agribusiness. De vier campussen tellen tezamen 30.000 werknemers, onderzoekers en studenten.

## Achtergrond
De wereldwijde verschuiving van traditionele economieën, gebaseerd op landbouw, industrie en diensten, naar kenniseconomieën is een ontwikkeling, die al vanaf de laatste decennia van de twintigste eeuw aan de gang is. In 2000 werd door de EU-landen een aantal doelstellingen op dit gebied vastgelegd in de strategie van Lissabon. In Nederland wist enkel de regio Eindhoven de Lissabondoelstellingen voor 2010 te halen. Ook in Limburg constateerden provinciale beleidsmakers dat hun provincie achterliep op de internationale ontwikkelingen. Het in 2013 gelanceerde project Kennis-As Limburg stelt zich ten doel de bestaande zwaartepunten in de regionale economie te bundelen en ondernemers in contact te brengen met onderzoekers, zodat innovatie kan plaatsvinden. Deelnemers aan het project zijn, naast de Provincie Limburg, de Universiteit Maastricht, het Maastricht UMC+ en Zuyd Hogeschool. Later traden ook de Open Universiteit, de Technische Universiteit Eindhoven, de RWTH Aachen University, de Universiteit Hasselt, de Nederlandse Organisatie voor toegepast-natuurwetenschappelijk onderzoek (TNO), de Fraunhofer-Gesellschaft, Fontys Hogescholen, HAS Hogeschool en enkele mbo-instellingen toe.
Een van de initiatieven die voortkwamen uit het project Kennis-As Limburg was het aantrekken van een viertal 'universiteitshoogleraren' (Engels: distinguished professors) door de Universiteit Maastricht, wat onder meer inhoudt dat deze wetenschappers deels zijn vrijgesteld van onderwijs- en administratieve taken en een grotere vrijheid hebben in de besteding van onderzoeksgelden. Hun leerstoelen, zogenaamde 'Limburg Chairs', worden gesponsord door de Provincie Limburg, en hebben tot doel de samenwerking tussen onderzoekers en bedrijfsleven en de communicatie met een breed publiek te stimuleren. Als eerste universiteitshoogleraar werd in 2014 Clemens van Blitterswijk (regeneratieve geneeskunde) aangesteld; daarna volgden Peter Peters (nanobiologie), Ron Heeren (moleculaire beeldvorming) en Michel Dumontier (datawetenschap), allen werkzaam op terreinen die als kansrijk worden gezien voor innovatief ondernemerschap.
Vanaf 2015 richtte de Kennis-As Limburg zich steeds meer op ondersteuning van de Brightlands-campussen, die inmiddels in de vier grootste Limburgse gemeenten, tevens de vier krachtigste economische regio's, tot stand waren gekomen of in oprichting waren. Publiek-private samenwerking leidde tot een krachtenbundeling van enkele honderden start-ups, de oprichting van onderzoeksinstituten als M4I, MERLN, AMIBM, Brightlands Materials Center, BISCI, BISS, CAROU, Food Claims Centre, HEFI en InSciTe, en nieuwe initiatieven als Regmed XB (Maastricht), Chemelot Circular Hub (Sittard-Geleen) en AI-Hub Brightlands (Heerlen).
In 2017 werd voor het eerst de Marc Cornelissen Brightlands Award voor duurzaam ondernemen uitgereikt. De jaarlijkse prijs is genoemd naar de in 2015 omgekomen Kerkraadse poolreiziger Marc Cornelissen en bestaat uit een kunstwerk en een geldbedrag van € 35.000. Op 25 oktober 2023 werd de award voor de vijfde keer uitgereikt aan Milan Meyberg. Eerdere winnaars waren Martine Bouman (2017), Bart Knols (2018), Panos Kouris (2021) en Ricco Fiorito (2022).

## Vier campussen

### Maastricht: Brightlands Maastricht Health Campus
De Brightlands Maastricht Health Campus in het Maastrichtse stadsdeel Randwyck (hoofdvestiging: Oxfordlaan 70) is nauw verbonden met een drietal faculteiten van de Universiteit Maastricht (Faculty of Health, Medicine and Life Sciences, Faculty of Psychology and Neuroscience en Faculty of Science and Engineering). Andere partners zijn het Maastricht UMC+ (academisch ziekenhuis), de MAASTRO Clinic (oncologie), Maastricht Instruments. De nadruk ligt hier op regeneratieve geneeskunde, precisiegeneeskunde en innovatieve diagnostiek. Toonaangevende instituten en faciliteiten zijn: het Maastricht Brain Imaging Centre (MBIC of Scannexus), met drie krachtige MRI-scanners, het Maastricht Multi Modal Molecular Imaging Institute (M4I), opgericht door de universiteitshoogleraren Ron Heeren en Peter Peters, en het Institute for Technology-Inspired Regenerative Medicine (MERLN), opgericht door Clemens van Blitterswijk en sinds 2018 geleid door Pamela Habibović.
In 2009 werden de eerste plannen gepresenteerd voor een biomedische campus in Randwyck, toen 'Life & Science Campus Maastricht' genoemd. Volgens de toenmalige verwachtingen zou deze 2.500 extra banen kunnen opleveren. Omstreeks 2010 werd de naam 'Maastricht Health Campus' voor het eerst gebruikt. Op 1 april 2013 werd de Maastricht Health Campus BV opgericht, een initiatief van de UM, Maastricht UMC+, Provincie Limburg, Gemeente Maastricht en LIOF. Eerste directeur was Jan Kees Dunning. De merknaam "Brightlands" werd in 2014 toegevoegd. Met een investeringskapitaal van twee miljoen euro was de start bescheiden. In de eerste jaren was er nauwelijks groei, maar vanaf 2018 namen de investeringen exponentieel toe. In de periode 2014-2020 bedroegen de totale investeringen € 115 miljoen (waarvan in 2020 ruim € 55 miljoen voor Mosa Meat, dat in dat opzicht de meest succesvolle start-up op de campus is). In 2019 werd een nevenvestiging geopend op de campus van de Universiteit van Californië in Irvine, nadat eerder een kantoor in het Chinese Chengdu was gevestigd. In 2021 telde de campus 117 bedrijven, 10.969 banen (inclusief de circa 6.350 medewerkers van het Maastricht UMC+) en 10.724 studenten. CEO van de Brightlands Health Campus is sinds 2016 Jan Cobbenhagen.

### Sittard-Geleen: Brightlands Chemelot Campus
Op het noordoostelijk deel van het uitgestrekte Chemelot-terrein in Sittard-Geleen bevindt zich de Brightlands Chemelot Campus (hoofdvestiging: Urmonderbaan 22). De innovatiecampus kende omstreeks 2005 een voorloper in de 'Chemelot Campus'. Deze stond bekend als 'CHEMaterials Campus Geleen'. In 2012 werd de Chemelot Campus B.V opgericht met de Provincie Limburg, de Universiteit Maastricht/MUMC+ en Koninklijke DSM de oprichters en aandeelhouders van de toen opgerichte Chemelot Campus B.V. Er waren op dat moment 43 bedrijven gevestigd op de campus met 1064 fte werknemers. Vanaf 2014 werden er ook zo'n 250 studenten opgeleid. Begin 2025 telt de campus 130 bedrijven, 3.000 werknemers en 1.000 studenten. Sinds juli 2023 is Astrid Boeijen de CEO van de Brightlands Chemelot Campus. Zij nam de rol over van Bert Kip, die de rol in de tien jaar daarvoor bekleedde.

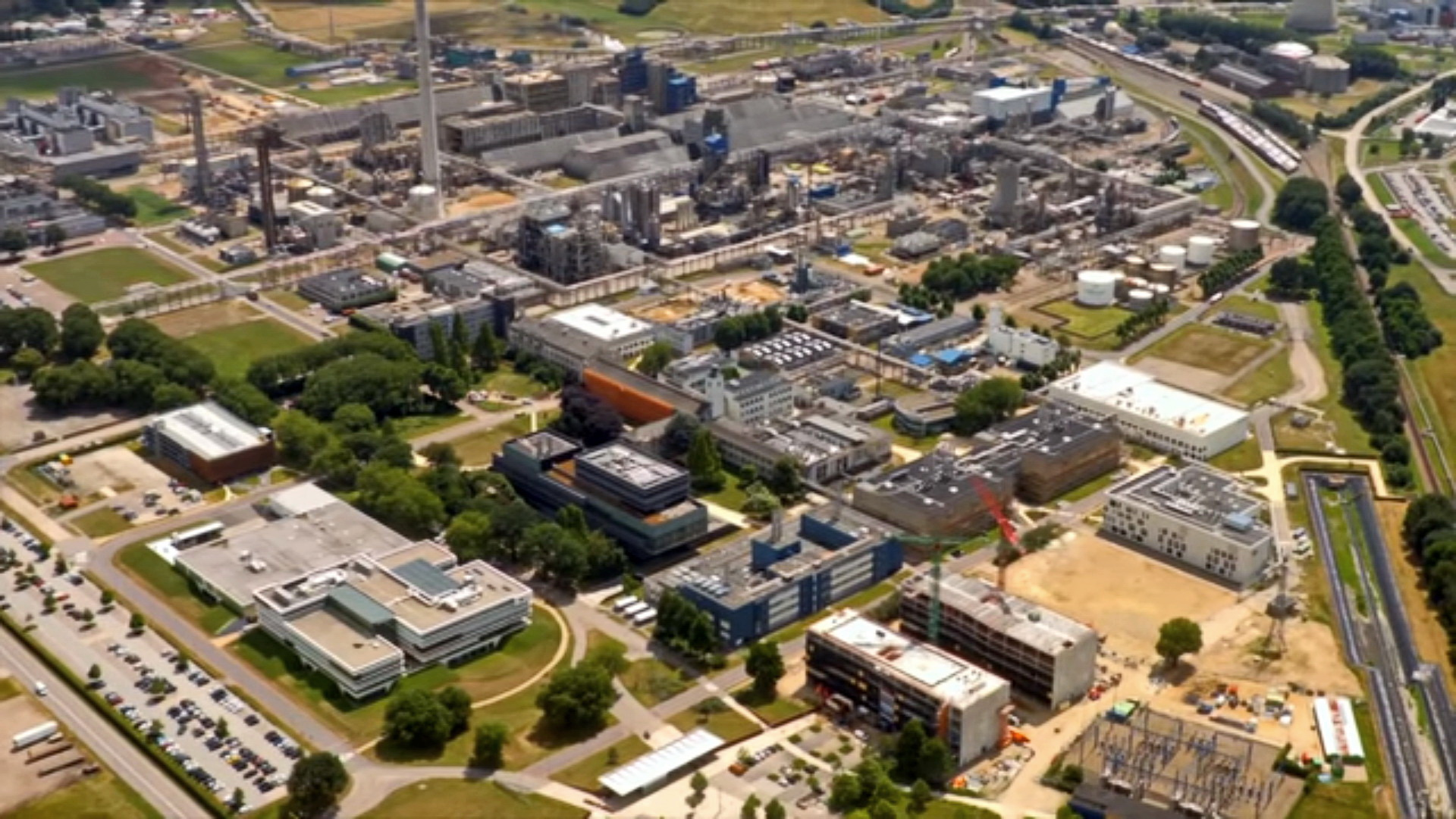
Luchtfoto van de Brightlands Chemelot Campus naar het zuiden, ca. 2018

De nadruk ligt in Sittard-Geleen op het ontwikkelen van 'slimme materialen', biomedische innovaties en het verduurzamen van chemische productieprocessen. Er wordt nauw samengewerkt met de Faculty of Science and Engineering van de Universiteit Maastricht, en andere (technische) (hoger) onderwijsinstellingen in de regio. Een belangrijk kenniscentrum voor de verduurzaming van de chemische industrie is Brightsite, een samenwerkingsverband tussen Sitech Services, TNO, de Universiteit Maastricht en de Brightlands Chemelot Campus. 
Het masterplan voor de 28 ha grote campusterrein werd in 2005 geleverd door het architectenbureau BroekBakema. Hetzelfde bureau verbouwde het voormalige Centraal Laboratorium van DSM tot startersfaciliteiten. Het nieuwe hart van de campus wordt sinds 2016 gevormd door het Center Court, een gebouw van Ector Hoogstad Architecten, dat onderdak biedt aan de Chemelot Innovation and Learning Labs (CHILL), onderwijs- en onderzoeksruimten van de UM, verschillende bedrijven en vergader- en ontmoetingsfaciliteiten. In 2018 werden twee 'Brighthouses' in gebruik genomen, bedrijfsverzamelgebouwen van elk vijf verdiepingen. Een derde Brighthouse volgde in 2021. 
Begin 2025 startte op de Brightlands Chemelot Campus in Geleen ook de bouw van de eerste volledig circulaire industriële R&D-demonstratiefaciliteit ter wereld: Brightlands Circular Space. Het centrum richt zich op het versnellen van plastic recycling en het sluiten van de plastickringloop. Momenteel wordt bijna 70% van het ingezamelde plastic verbrand, wat leidt tot verlies van grondstoffen en hoge CO₂-uitstoot. Brightlands Circular Space brengt bedrijven, onderzoekers en overheden samen om innovatieve technologieën en verdienmodellen te ontwikkelen. Vanaf 2026 opent de open demonstratiefaciliteit, ter grootte van acht voetbalvelden, waar circulaire plastics op industriële schaal getest en opgeschaald worden. Het initiatief sluit aan bij Europese klimaatdoelen.

### Heerlen: Brightlands Smart Services Campus
In Heerlen is de Brightlands Smart Services Campus gevestigd. De campus is een innovatie- en ondernemerschapsecosysteem, dat gericht is op datawetenschap (data science), slimme digitale diensten (Smart digital services), mensgerichte kunstmatige intelligentie (AI) en digitale samenleving. De campus speelt een cruciale rol in het ondersteunen van bedrijven, start-ups, onderzoekers en studenten die zich richten op de toekomst van informatietechnologie en digitale innovatie. De AI-hub Brightlands is onderdeel van deze campus en richt zich op het samenbrengen van AI-expertise in Limburg om sociale en economische opgaven in Limburg op te lossen. De campus heeft als doel het stimuleren van innovatie, het bevorderen van ondernemerschap, het ontwikkelen van talent en het delen van kennis. Aandeelhouders zijn de Provincie Limburg, de Universiteit Maastricht, de Open Universiteit en de Algemene Pensioen Groep NV. De Universiteit Maastricht is hier aanwezig met het door Judith Kamalski geleide Brightlands Institute for Smart Society (BISS), waar een aantal bachelor- en masteropleidingen worden gegeven. De in Heerlen gevestigde Open Universiteit heeft haar eigen instituut op de Smart Services Campus, waarin onderwijs en onderzoek op het gebied van datawetenschap zijn gebundeld. Verder wordt samengewerkt met Zuyd Hogeschool, VISTA college, RWTH Aachen University en andere instituten in Aken, TNO, CBS, BISS (Brightlands Institute for Smart Society), LIME (Limburg Meet), AI-hub Brightlands, AI Academy en anderen.
De Brightlands Smart Services Campus is gevestigd in een eigen complex aan de Smedestraat, naast het ABP-complex aan de rand van het Heerlense stadscentrum. De campus telt circa 55 deelnemende bedrijven, 128 partners, 884 banen en 450 studenten. CEO is sinds 2024 Walter Pijls.

### Venlo: Brightlands Campus Greenport Venlo

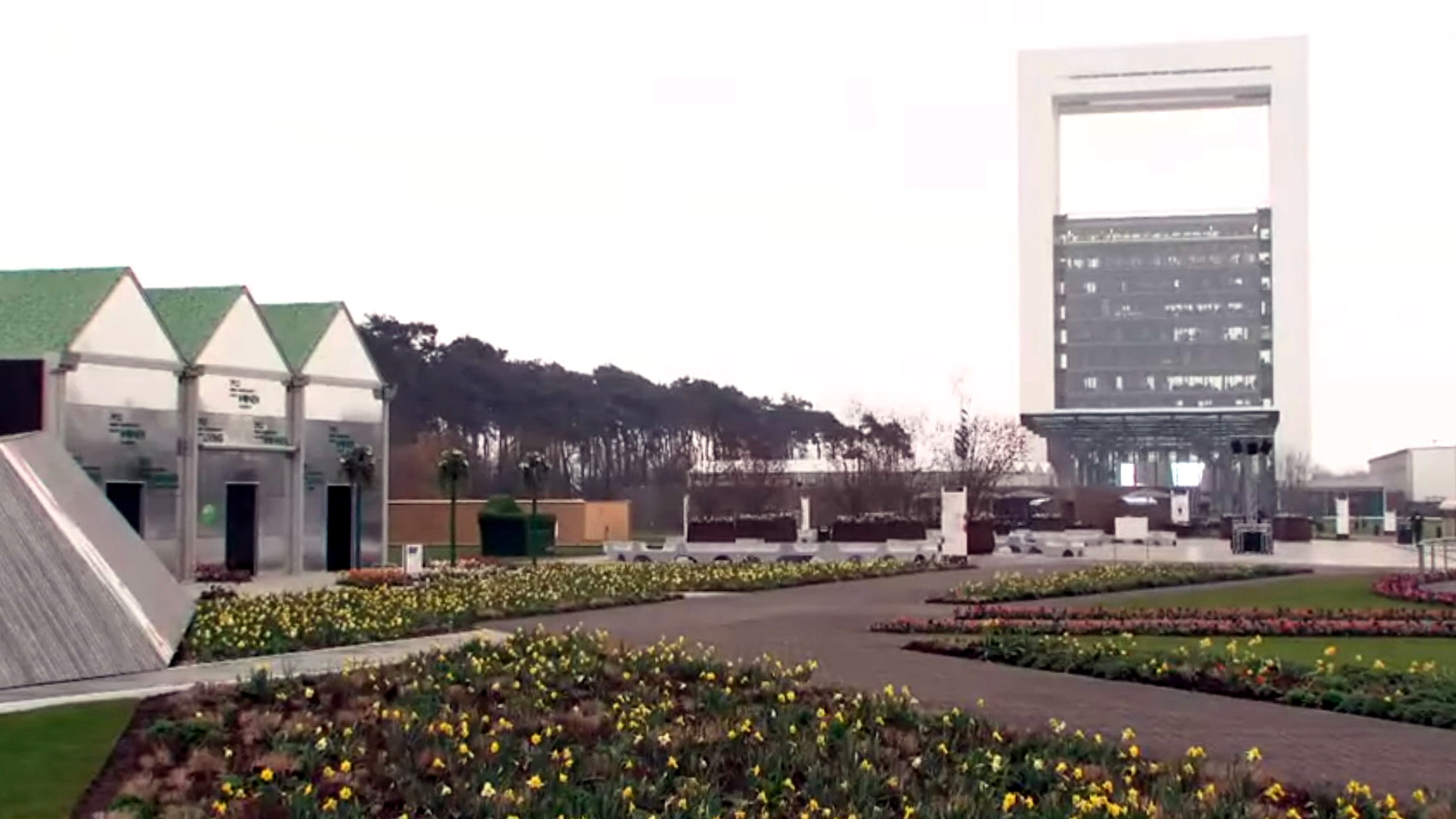
De Innovatoren tijdens de Floriade 2012, nu een van de centrale gebouwen van de Brightlands Campus Greenport Venlo

Bij de Brightlands Campus Greenport Venlo ligt de inhoudelijke focus op gezonde en duurzame voeding, toekomstgerichte voedselproductie (future farming) en bio-circulaire economie. Er wordt samengewerkt met de Universiteit Maastricht, University College Venlo, Fontys Hogeschool Venlo, HAS green academy, Gilde Opleidingen en Yuverta. In 2022 telde de campus 74 bedrijven, 846 banen en 1.200 studenten. CEO van Brightlands Campus Greenport Venlo is sinds 2022 Ingrid Vermeer.
De campus is sinds 2017 gevestigd op Greenport Venlo, het terrein van de Floriade 2012 in het stadsdeel Blerick. Twee in het oog springende gebouwen bleven na afloop van de Floriade behouden en vormen het hart van de campus: de Innovatoren van Jo Coenen en de Villa Flora van Jón Kristinsson. In 2021 werden twee campusgebouwen toegevoegd: Brighthouse en Brightworks. De campus ligt centraal in Greenport Venlo, een gebied van 54 km², dat zich uitstrekt over de gemeenten Venlo, Peel en Maas, Horst aan de Maas en Venray, waarin tal van bedrijven en instituten op het gebied van agribusiness actief zijn.
De Universiteit Maastricht (UM) biedt op deze campus twee masteropleidingen aan: Health Food & Innovation Management en Global Supply Chain Management & Change. Deze sluiten aan op de al aanwezige kennis in de regio Noord-Limburg (agribusiness, logistiek en supply chain management). In Venlo is tevens het University College Venlo gevestigd, even als de masteropleidingen deel uitmakend van de Maastricht University Campus Venlo. Het University College Venlo is echter geen onderdeel van de Brightlands Campus Greenport.